# MacBook Air

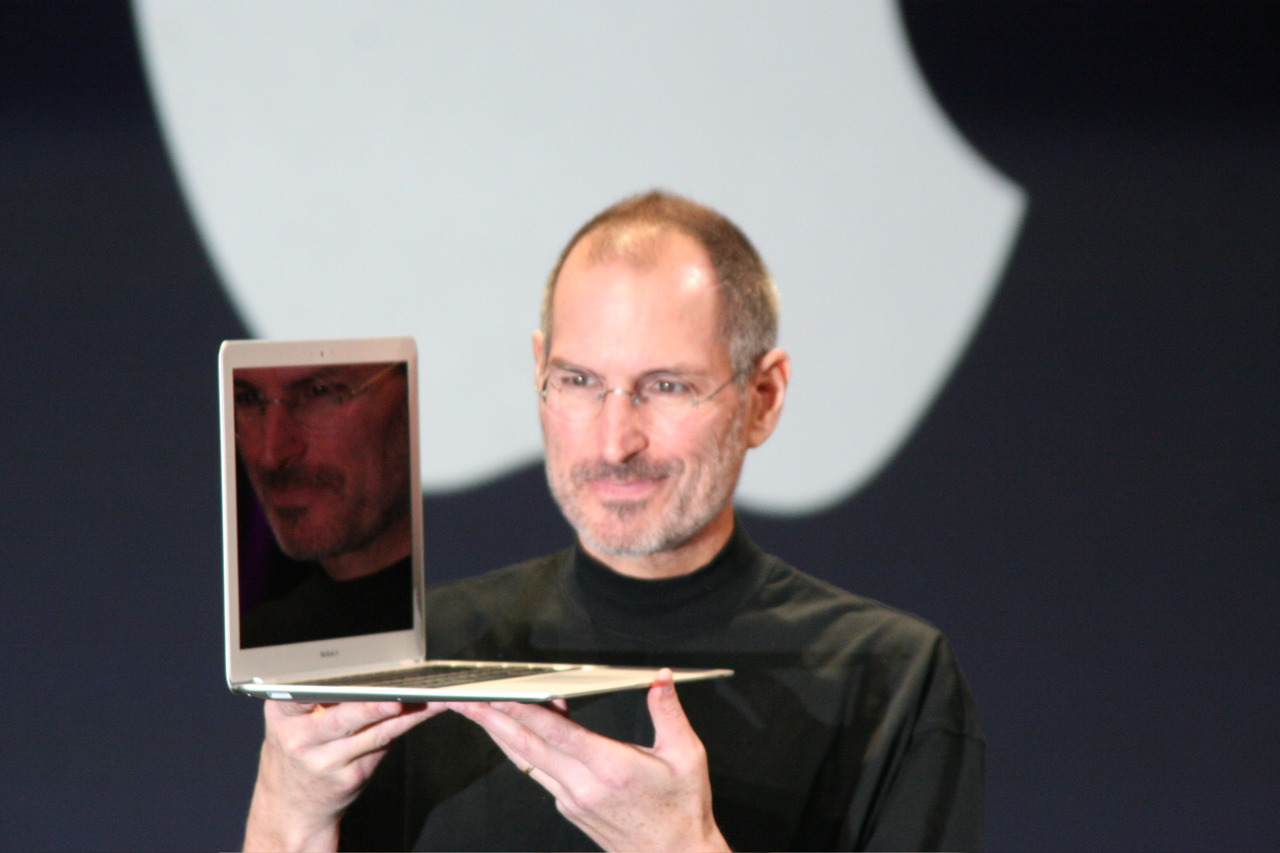
Steve Jobs představuje MacBook Air

MacBook Air je ultratenký notebook vyráběný firmou Apple od roku 2008, přičemž byl do roku 2015 každý rok vydáván nový model (viz tabulka modelů níže). Poprvé byl představen na konferenci Macworld Expo dne 15. ledna 2008. Vyrábí se ve velikostech 13" a 15". Všechny modely jsou vybaveny SSD diskem, dříve procesory Intel a od roku 2020 pouze procesory Apple založenými na ARM architektuře Apple M.
MacBook Air patří mezi nejtenčí notebooky na světě, jeho výška je 1,13 cm (šířka 30,4 cm a hloubka 21,5 cm). Výrobcem udávaná hmotnost činí 1,24 kg (13") a 1,51 kg (15").

## Hardware
MacBook Air nepatří mezi nejvýkonnější notebooky, tuto oblast Apple obsazuje modelem MacBook Pro. Nicméně patří mezi nejvýkonnější Ultrabooky, kam sice není zařazen, ale svými rozměry tam patří. MacBook Air je cílen na nenáročné uživatele, kteří vyžadují od notebooku snadnou přenositelnost a dlouhou výdrž na baterii. Mimo technické specifikace v tabulce níže mají notebooky Macbook Air následující prvky:
- LCD displej: Úhlopříčka 13" nebo 15", rozlišení 2560x1664 nebo 2880x1864 pixelů, LED podsvícení
- Webová kamera FaceTime HD
- Dva mikrofony a čtyři reproduktory
- Podsvícená klávesnice je podobná klávesnici MacBooku
- Touchpad s podporou víceprstových povelů (gest)
- Li-Pol akumulátor s udávanou výdrží 18 hodin se zapnutým wi-fi připojením

## Software
MacBook Air je dodáván s předinstalovaným aktuálním operačním systémem macOS. Pro instalaci softwaru z CD nebo DVD disků je možné použít externí optickou mechaniku nebo mechaniku jiného počítače v bezdrátové síti, na kterém jsou nainstalovány příslušné ovladače.

## Historie modelů
|  | Ukončený |  | Aktuální |

| Model                | Early 2008                                                                                            | Late 2008                                                                                             | Mid 2009                                                                                              | Late 2010 | Mid 2011 | Mid 2012 | Mid 2013 | Early 2014 | Early 2015 | Early 2025                                                               |
| -------------------- | --- | --- | --- | --- | --- | --- | --- | --- | --- | ------------------------------------------------------------------------ |
| Identifikátor modelu | MacBookAir1,1                                                                                         | MacBookAir2,1                                                                                         | MacBookAir2,1                                                                                         | MacBookAir3,1 (11"), MacBookAir3,2 (13")                                                                                              | MacBookAir4,1 (11"), MacBookAir4,2 (13") | MacBookAir5,1 (11"), MacBookAir5,2 (13") | MacBookAir6,1 (11"), MacBookAir6,2 (13") | MacBookAir6,1 (11"), MacBookAir6,2 (13") | MacBookAir7,1 (11"), MacBookAir7,2 (13") | MacBookAir 13", MacBookAir 15"                                           |
| Číslo modelu         | MB003LL/A                                                                                             | MB543LL/A, MB940LL/A                                                                                  | MC233LL/A, MC234LL/A                                                                                  | MC504LL/A, MC505LL/A, MC506LL/A, MC503LL/A                                                                                            | MC968LL/A, MC969LL/A, MC965LL/A, MC966LL/A | MD223LL/A, MD224LL/A, MD231LL/A, MD232LL/A | MD711LL/A, MD712LL/A, MD760LL/A, MD761LL/A | MD711LL/B, MD712LL/B, MD760LL/B, MD761LL/B | MJVM2LL/A, MJVP2LL/A, MJVE2LL/A, MJVG2LL/A |                                                                          |
| Displej              | | | | 11.6", 1366 × 768 (16 : 9) | 11.6", 1366 × 768 (16 : 9) | 11.6", 1366 × 768 (16 : 9) | 11.6", 1366 × 768 (16 : 9) | 11.6", 1366 × 768 (16 : 9) | 11.6", 1366 × 768 (16 : 9) | 13.6", 2560×1664 (16:10)                                                 |
| Displej              | 13.3", 1280 × 800 (16 : 10)                                                                           | 13.3", 1280 × 800 (16 : 10)                                                                           | 13.3", 1280 × 800 (16 : 10)                                                                           | 13.3", 1440 × 900 (16 : 10) | 13.3", 1440 × 900 (16 : 10) | 13.3", 1440 × 900 (16 : 10) | 13.3", 1440 × 900 (16 : 10) | 13.3", 1440 × 900 (16 : 10) | 13.3", 1440 × 900 (16 : 10) | 15.3", 2880×1864 (16:10)                                                 |
| Grafická karta       | Intel GMA X3100 s 144 MB DDR2 SDRAM s Micro-DVI výstupem                                              | Nvidia GeForce 9400M s 256 MB DDR3 SDRAM s Mini DisplayPort výstupem                                  | Nvidia GeForce 9400M s 256 MB DDR3 SDRAM s Mini DisplayPort výstupem                                  | Nvidia GeForce 320M s 256 MB DDR3 SDRAM s Mini DisplayPort výstupem                                                                   | Intel HD Graphics 3000 procesor s 256 MB (11") nebo 384 MB (všechny ostatní modely) DDR3 SDRAM | Intel HD Graphics 4000 procesor s DDR3 SDRAM sdílenou s hlavní pamětí | Intel HD Graphics 5000 procesor s DDR3 SDRAM sdílenou s hlavní pamětí | Intel HD Graphics 5000 procesor s DDR3 SDRAM sdílenou s hlavní pamětí | Intel HD Graphics 6000 procesor s 1 GB LPDDR3 SDRAM sdílenou s hlavní pamětí | Osmijádrová nebo desetijádrová GPU                                       |
| Procesor             | 1.6 GHz (P7500) nebo 1.8 GHz (P7700) Intel Core 2 Duo s 4 MB on-chip L2 cache                         | 1.6 GHz (SL9300) nebo 1.86 GHz (SL9400) Intel Core 2 Duo s 6 MB on-chip L2 cache                      | 1.86 GHz (SL9400) nebo 2.13 GHz (SL9600) Intel Core 2 Duo s 6 MB on-chip L2 cache                     | (11") 1.4 GHz (SU9400) Intel Core 2 Duo s 3 MB on-chip L2 cache Volitelně 1.6 GHz (SU9600) Intel Core 2 Duo s 3 MB on-chip L2 cache   | (11") 1.6 GHz (i5-2467M) Intel Core i5 s 3 MB sdílenou L3 cache | (11") 1.7 GHz (i5-3317U) Intel Core i5 s 3 MB sdílenou L3 cache | 1.3 GHz dvoujádrový Intel Core i5 (přetaktování funkcí Turbo Boost až na 2,6 GHz) se 3 MB sdílené mezipaměti L3 nebo 1.7 GHz dvoujádrový Intel Core i7 (přetaktování funkcí Turbo Boost až na 3,3 GHz) s 4 MB sdílené mezipaměti L3.                         | 1.4 GHz (i5-4260U) dvoujádrový Intel Core i5 se 3 MB sdílené mezipaměti L3 Volitelně 1.7 GHz (i7-4650U) dvoujádrový se 4 MB sdílené mezipaměti L3 | 1.6 GHz (i5-5250U) dvoujádrový Intel Core i5 se 3 MB sdílené L3 paměti Volitelně 2.2 GHz (i7-5650U) dual-core Intel Core i7 with 4 MB shared L3 cache | Apple M4 Desetijádrový procesor (4 výkonná a 6 úsporných jader), 4,4 GHz |
| Procesor             | 1.6 GHz (P7500) nebo 1.8 GHz (P7700) Intel Core 2 Duo s 4 MB on-chip L2 cache                         | 1.6 GHz (SL9300) nebo 1.86 GHz (SL9400) Intel Core 2 Duo s 6 MB on-chip L2 cache                      | 1.86 GHz (SL9400) nebo 2.13 GHz (SL9600) Intel Core 2 Duo s 6 MB on-chip L2 cache                     | (13") 1.86 GHz (SL9400) Intel Core 2 Duo s 6 MB on-chip L2 cache Volitelně 2.13 GHz (SL9600) Intel Core 2 Duo s 6 MB on-chip L2 cache | (13") 1.7 GHz (i5-2557M) Intel Core i5 s 3 MB sdílenou L3 cache Volitelně 1.8 GHz (i7-2677M) dual-core Intel Core i7 with 4 MB shared L3 cache | (13") 1.8 GHz (i5-3427U) Intel Core i5 s 3 MB sdílenou L3 cache Volitelně 2.0 GHz (i7-3667U) dual-core Intel Core i7 with 4 MB shared L3 cache | 1.3 GHz dvoujádrový Intel Core i5 (přetaktování funkcí Turbo Boost až na 2,6 GHz) se 3 MB sdílené mezipaměti L3 nebo 1.7 GHz dvoujádrový Intel Core i7 (přetaktování funkcí Turbo Boost až na 3,3 GHz) s 4 MB sdílené mezipaměti L3.                         | 1.4 GHz (i5-4260U) dvoujádrový Intel Core i5 se 3 MB sdílené mezipaměti L3 Volitelně 1.7 GHz (i7-4650U) dvoujádrový se 4 MB sdílené mezipaměti L3 | |                                                                          |
| RAM                  | 2 GB 667 MHz DDR2 SDRAM                                                                               | 2 GB 1066 MHz DDR3 SDRAM                                                                              | 2 GB 1066 MHz DDR3 SDRAM                                                                              | 2 GB of 1066 MHz DDR3 SDRAM Volitelně 4 GB                                                                                            | 2 GB (11"; Volitelně 4 GB) nebo 4 GB 1333 MHz DDR3 SDRAM (všechny ostatní modely) | 4 GB 1600 MHz DDR3L SDRAM, Volitelně 8 GB | 4 GB of 1600 MHz LPDDR3 SDRAM, volitelně 8GB | 4 GB of 1600 MHz LPDDR3 SDRAM, volitelně 8GB | 4 GB of 1600 MHz LPDDR3 SDRAM, volitelně 8GB | 16GB, 24BG nebo 32 GB                                                    |
| Pevný disk           | 80 GB 1.8-inch ATA, 4200-rpm HDD nebo 64 GB SSD                                                       | 120 GB 1.8-inch Serial ATA, 4200-rpm HDD nebo 128 GB SSD                                              | 120 GB 1.8-inch Serial ATA, 4200-rpm HDD nebo 128 GB SSD                                              | 64 or 128 GB (11"), 128 nebo 256 GB (13") SSD                                                                                         | 64 GB (11") SSD 128 GB (11") SSD (Volitelně 256 GB) 128 nebo 256 GB (13") SSD | 64 GB nebo 128 GB SSD (11") (Volitelně 256 GB nebo 512 GB) 128 nebo 256 GB SSD (13") (Volitelně 512 GB) | 128 GB nebo 256 GB SSD (11") 128 nebo 256 GB SSD (13") (Volitelně 512 GB) | 128 GB nebo 256 GB SSD (11") 128 nebo 256 GB SSD (13") (Volitelně 512 GB) | 128 GB nebo 256 GB SSD (11") 128 nebo 256 GB SSD (13") (Volitelně 512 GB) | 256GB až 2TB                                                             |
| Optická mechanika    | Není, volitelně externí USB SuperDrive                                                                | Není, volitelně externí USB SuperDrive                                                                | Není, volitelně externí USB SuperDrive                                                                | Není, volitelně externí USB SuperDrive                                                                                                | Není, volitelně externí USB SuperDrive | Není, volitelně externí USB SuperDrive | Není, volitelně externí USB SuperDrive | Není, volitelně externí USB SuperDrive | Není, volitelně externí USB SuperDrive | Není, volitelně externí USB SuperDrive                                   |
| Připojení            | Intergovaný 802.11a/b/g a draft-n Bluetooth 2.1 + EDR Zabudovaný infra (IR) přijímač pro Apple Remote | Intergovaný 802.11a/b/g a draft-n Bluetooth 2.1 + EDR Zabudovaný infra (IR) přijímač pro Apple Remote | Intergovaný 802.11a/b/g a draft-n Bluetooth 2.1 + EDR Zabudovaný infra (IR) přijímač pro Apple Remote | Integrovaný 802.11a/b/g/n Bluetooth 2.1 + EDR Apple Remote není podporováno                                                           | Integrovaný Dual-band 802.11a/b/g a draft-n (AirPort) (Broadcom BCM43224 300 Mbit/s) Bluetooth 4.0 (Volitelně Apple USB Ethernet adaptér) (Volitelně Apple Thunderbolt Gigabit Ethernet adaptér) (Volitelně Apple Thunderbolt FireWire 800 adaptér) | Integrovaný Dual-band 802.11a/b/g a draft-n (AirPort) (Broadcom BCM43224 300 Mbit/s) Bluetooth 4.0 (Volitelně Apple USB Ethernet adaptér) (Volitelně Apple Thunderbolt Gigabit Ethernet adaptér) (Volitelně Apple Thunderbolt FireWire 800 adaptér) | Integrovaný 802.11ac a/b/g/n kompatibilní (AirPort, Broadcom BCM4360-based 867Mbit/s) Bluetooth 4.0 Volitelně Apple USB Ethernet 100Mbit adaptér Volitelně Apple Thunderbolt to Gigabit Ethernet adaptér Volitelně Apple Thunderbolt to FireWire 800 adaptér | Integrovaný 802.11ac a/b/g/n kompatibilní (AirPort, Broadcom BCM4360-based 867Mbit/s) Bluetooth 4.0 Volitelně Apple USB Ethernet 100Mbit adaptér Volitelně Apple Thunderbolt to Gigabit Ethernet adaptér Volitelně Apple Thunderbolt to FireWire 800 adaptér | Integrovaný 802.11ac a/b/g/n kompatibilní (AirPort, Broadcom BCM4360-based 867Mbit/s) Bluetooth 4.0 Volitelně Apple USB Ethernet 100Mbit adaptér Volitelně Apple Thunderbolt to Gigabit Ethernet adaptér Volitelně Apple Thunderbolt to FireWire 800 adaptér | - Wi-Fi 6E (802.11ax) - Bluetooth 5.3                                    |
| Váha                 | 1.36 kg                                                                                               | 1.36 kg                                                                                               | 1.36 kg                                                                                               | 1.04 kg (11") 1.32 kg (13") | 1.08 kg (11") 1.34 kg (13") | 1.08 kg (11") 1.34 kg (13") | 1.08 kg (11") 1.34 kg (13") | 1.08 kg (11") 1.34 kg (13") | 1.08 kg (11") 1.34 kg (13") | 1.24 kg (13") 1.51 kg (15")                                              |
| Rozměry              | 330 mm × 227 mm × 4.1 mm až 19 mm                                                                     | 330 mm × 227 mm × 4.1 mm až 19 mm                                                                     | 330 mm × 227 mm × 4.1 mm až 19 mm                                                                     | 300 mm × 192 mm × 2.8 mm až 17 mm (11") 330 mm × 227 mm × 2.8 mm až 17 mm (13")                                                       | 300 mm × 192 mm × 2.8 mm až 17 mm (11") 330 mm × 227 mm × 2.8 mm až 17 mm (13") | 300 mm × 192 mm × 2.8 mm až 17 mm (11") 330 mm × 227 mm × 2.8 mm až 17 mm (13") | 300 mm × 192 mm × 2.8 mm až 17 mm (11") 330 mm × 227 mm × 2.8 mm až 17 mm (13") | 300 mm × 192 mm × 2.8 mm až 17 mm (11") 330 mm × 227 mm × 2.8 mm až 17 mm (13") | 300 mm × 192 mm × 2.8 mm až 17 mm (11") 330 mm × 227 mm × 2.8 mm až 17 mm (13") | 304 × 215 × 11,3 mm (13“) 340,4 × 237,6 × 11,5 mm (15“)                  |
| Porty                | 1× USB 2.0 1× 3.5 mm sluchátkový jack Micro-DVI video port                                            | 1x USB 2.0 1× 3.5 mm sluchátkový jack Mini DisplayPort video port                                     | 1x USB 2.0 1× 3.5 mm sluchátkový jack Mini DisplayPort video port                                     | 2× USB 2.0 1× 3.5 mm sluchátkový jack Mini DisplayPort video port 1× SD card slot (jen 13")                                           | 2× USB 2.0 1× 3.5 mm sluchátkový jack Thunderbolt port 1× SD card slot (jen 13") | 2× USB 3.0 1× 3.5 mm sluchátkový jack Thunderbolt port 1× SD card slot (jen 13") | 2× USB 3.0 1× 3.5 mm sluchátkový jack Thunderbolt port 1× SD card slot (jen 13") | 2× USB 3.0 1× 3.5 mm sluchátkový jack Thunderbolt port 1× SD card slot (jen 13") | 2× USB 3.0 1× 3.5 mm sluchátkový jack Thunderbolt port 1× SD card slot (jen 13") | 2x Thunderbolt 4 (USB-C) 1x 3.5 mm sluchátkový jack Magsafe 3 nabíjení   |